# Birgit Lohmeyer
Birgit Lohmeyer, Geburtsname Birgit Hölscher (* 10. September 1958 in Hamburg), ist eine deutsche Diplom-Pädagogin und Schriftstellerin, die sich auch politisch engagiert.

## Bildung und Beruf
Bereits Ende der 1970er Jahre begann Birgit Hölscher, Insassen der Hamburger Justizvollzugsanstalten zu besuchen. Ab 1980 studierte sie Erziehungswissenschaften an der Universität Hamburg mit den Schwerpunkten außerschulische Jugend- und Erwachsenenbildung, Devianzpädagogik und absolvierte das Ergänzungsstudium auf dem Fachgebiet Kriminologie. Das Studium schloss sie im Jahr 1985 als Diplompädagogin ab. Anschließend war sie zehn Jahre lang im Bereich Suchtprävention und -beratung tätig.
Ab dem Jahr 2003 ist sie für die Koordinatorin der Fortbildung zuständig und wirkt als Redakteurin der Verbandszeitschrift sowie in der Websiteredaktion der Centralvereinigung Deutscher Wirtschaftsverbände für Handelsvermittlung und Vertrieb (CDH). Seit September 2015 schreibt sie als Redakteurin für die Mitgliederzeitschrift der Gewerkschaft Erziehung und Wissenschaft (GEW) beim Landesverband Mecklenburg-Vorpommern.

## Schriftstellerisches Werk
Seit 1998 ist sie freie Autorin und verfasst Erzählungen, Kurzgeschichten und Romane, außerdem Buchrezensionen und journalistische Texte für Web und Print. Ihre  Erfahrungen in Gefängnissen, in der Drogenszene und im Hamburger Rotlichtviertel St. Pauli verarbeitet sie schreibend. Zu Beginn ihrer schriftstellerischen Tätigkeit veröffentlichte sie ihre Bücher unter dem Namen Birgit H. Hölscher, wobei der Zusatz H. eine Abkürzung für ihren damaligen Spitznamen Houdini war.
Birgit Lohmeyer ist ein Mitglied im Verband deutscher Schriftsteller sowie im PEN Deutschland und unterrichtet literarisches Schreiben. So ist sie z. B. seit 2006 als Kursleiterin der Ferienakademie „Kreatives Schreiben“ des Westfälischen Literaturbüros (WLB) in Unna tätig. Im Jahr 2008 gründete sie die Wismarer Lesebühne „WortReich“.
Weitere Tätigkeitsfelder sind experimentelle Fotografie, Bucheinbandgestaltungen, literarische Soundcollagen und Internetkunstprojekte.

## Zivilgesellschaftliches Engagement
Sie lebt seit 2004 auf dem Forsthof Jamel in der Gemeinde Gägelow in Nordwestmecklenburg. Seit 2007 veranstaltet sie zusammen mit ihrem Mann Horst Lohmeyer das jährliche Open-Air-Rockfestival Jamel rockt den Förster für Demokratie und Toleranz, wofür sie 2011 den Paul-Spiegel-Zivilcourage-Preis des Zentralrats der Juden in Deutschland erhielten. 2012 wurden sie mit dem Bürgerpreis der deutschen Zeitungen ausgezeichnet. Die Leser, Hörer und Zuschauer des NDR und vier großer norddeutscher Tageszeitungen wählten beide zu „Helden des Nordens 2011“. Am 75. Tag der Menschenrechte 2023, wurde dem Ehepaar der Humanismus-Preis für Menschenrechte vom Humanistischen Verband Berlin-Brandenburg und der Humanismus Stiftung verliehen. Hintergrund dieser Auszeichnungen ist, dass sich das Ehepaar dagegen wehrt, dass das Dorf Jamel eine Hochburg der Neonazi-Szene in Mecklenburg-Vorpommern ist.
In der Nacht zum 13. August 2015 brannte die Scheune des Forsthofes der Familie Lohmeyer völlig nieder. Ein Feriengast habe kurz vor dem Feuer eine unbekannte Person auf dem Forsthof bemerkt, sagte Birgit Lohmeyer nach dem Brand. Innenminister Lorenz Caffier (CDU) äußerte am selben Tag, dass er wegen des Engagements des Ehepaares Lohmeyer von einem rechtsextremen Hintergrund ausgehe. Laut Staatsanwaltschaft wurde das Feuer vorsätzlich gelegt. Der oder die Täter konnten nicht ermittelt werden. 2025 wurde Birgit und Horst Lohmeyer für ihr Engagement der Aachener Friedenspreis verliehen.

## Politisches Engagement
Im September 2018 trat Birgit Lohmeyer der Sozialdemokratischen Partei Deutschlands bei. Sie kandidierte im Mai 2019 für den Kreistag Nordwestmecklenburg und die Gemeindevertretung Gägelow, errang in beiden Fällen jedoch kein Mandat.

## Verfilmung
Birgit und Horst Lohmeyer sind Hauptdarsteller in dem künstlerischen (Split-Screen-Technik) Dokumentarfilm „Dialoge“ in Regie von Carmen Blazejewski. Die Uraufführung fand am 7. Oktober 2016 im Grünen Salon der Volksbühne Berlin statt.

## Auszeichnungen/Nominierungen